# Penumbra: Black Plague
Penumbra: Black Plague es el segundo de la serie de videojuegos de terror por episodios para PC desarrollado por la empresa sueca Frictional Games. La historia continúa donde la dejó el episodio anterior, Penumbra: Overture. Fue lanzado el 12 de febrero de 2008. Penumbra fue concebido originalmente como una trilogía, pero fue reducido a dos episodios debido a problemas con el anterior distribuidor, Lexicon Entertainment. Este segundo episodio fue publicado por Paradox Interactive. Sin embargo, Frictional Games anunció que Penumbra tendría una nueva expansión llamada Requiem. Requiem salió a la venta el 27 de agosto de 2008.

## Jugabilidad
Como en el anterior episodio, Penumbra: Overture, Black Plague es una aventura basada en la exploración en 3 dimensiones y en primera persona. Aunque el juego se presenta como una aventura en primera persona, también contiene elementos de disparos en primera persona y Horror de supervivencia.
La forma de juego se caracteriza por una mezcla de exploración y resolución de puzles físicos (el motor de física newtoniana permite multitud de puzles físicos). En comparación con el episodio anterior, los combates han perdido enormemente relevancia. El jugador no podrá conseguir armas cuerpo a cuerpo o crear trampas para luchar contra los enemigos. En su lugar, se enfatiza el uso del sigilo y las huidas para evitar ataques de criaturas enemigas.

## Historia
Continuando donde lo había dejado el anterior episodio, Philip se despierta encerrado en una pequeña habitación. Tras encontrar una forma de escapar de su prisión, encuentra algunos indicios de que su padre Howard podría estar vivo en este laboratorio subterráneo. Sin embargo, Philip también descubre que podría no estar sólo en este hostil mundo subterráneo...
Durante su exploración a través de las instalaciones, Philip también tiene que enfrentarse a voces dentro de su cabeza mientras evita trampas y criaturas infectadas que quieren matarle.

## Resumen del argumento

### Curso de la historia
La historia de Black Plague comienza como un correo electrónico enviado por Phillip a un amigo, explicando lo que le ha sucedido y rogándole que termine el trabajo que él no pudo. El resto del juego es por tanto un flashback narrado por Phillip a su amigo en el correo electrónico.

Hay cosas que necesito de ti. Cosas que puede que no entiendas y no quieras hacer, pero, por favor, no cometas los mismos errores que yo. 

Mi padre, Howard, me envió una carta el año pasado que me llevó a meterme en esto. Y pensar que un suceso tan insignificante como ése pueda cambiar tu vida de forma tan radical.

El juego comienza con Phillip despertando en una habitación cerrada, después de haber sido noqueado por una silueta desconocida, siendo este el final del primer juego. Phillip consigue escapar por una rejilla de ventilación, y descubre que se encuentra en El Refugio, unas instalaciones subterráneas de Investigación del "Arcaica", una organización fundada en 1591 por Francesco Melzi dedicada a la búsqueda e investigación de conocimientos antiguos. La base está abandonada y en ruinas, con todo el personal muerto o transformado en "Infectados", rápidas criaturas similares a zombis que atacan a Phillip.
Phillip descubre que ya ha sido infectado; sin embargo, su reacción al virus es extremadamente anormal; en lugar de convertirse en un infectado en contacto con la colmena, Phillip desarrolla un doble personalidad sarcástica y malévola que se hace llamar Clarence (como el ángel de la guarda de Qué bello es vivir) que insulta constantemente a Phillip a lo largo del juego.
A través de un ordenador de la red principal, Phillip contacta con Amabel Swanson, una investigadora científica de "Arcaica" que ha conseguido sobrevivir a la epidemia encerrándose en su laboratorio. Swanson promete ayudar a curar la infección de Phillip si él se hace camino hasta ella y la salva.
Durante el diálogo con Swanson, y diversos documentos desperdigados por la base, Phillip descubre que "Arcaica" acudió a Groenlandia en busca del "Tuurngait", una entidad descrita en la mitología inuit como un espíritu primordial nativo de esta zona. Tras excavar profundamente en el suelo, "Arcaica" encontró y desenterró el Tuurngait, que se manifestó como un virus que infectó al personal de la base.
Phillip descubre que su padre, Howard, consiguió comunicarse con el Tuurngait y ese conocimiento le condujo a suicidarse después de enviar a Phillip una carta ordenándole que destruyera sus documentos sobre esa investigación.

Uno vino antes, el humano Howard. Él no era fuerte. Los humanos en conjunto son más fuertes incluso que yo, pero un solo humano es débil. Aun así, no te menosprecio, humano. Me rindo ante ti.
Revelación del Tuurngait

Phillip finalmente consigue llegar hasta el laboratorio de Amabel, pero Clarence le hace sufrir una alucinación y asesinar a Amabel. Utilizando las anotaciones de Amabel, Phillip logra controlarse de Clarence sacándoselo mediante el uso de una máquina. Sin embargo la máquina transfiere a Clarence dentro de un nuevo cuerpo que utiliza para atacar a Phillip.
Phillip es salvado por el Tuurngait, mediante varios Infectados que envía a destruir a Clarence. El Tuurngait se comunica directamente con Phillip, enviándole dentro de su propia mente y le somete a una serie de pruebas espirituales diseñadas para comprobar su capacidad para cooperar, mostrar compasión, y demostrar autosacrificio.

### Revelaciones finales
Una vez que Philip pasa las pruebas, el Tuurngait le revela todo; es una antigua entidad que llegó a la Tierra hace millones de años; coexistió pacíficamente con el pueblo Inuit nativo, utilizando el cuerpo de huéspedes "Infectados" para transmitir conocimientos antiguos a la humanidad. Sin embargo, la humanidad comenzó a crecer y expandirse, y el Tuurngait excavó bajo tierra para separarse del mundo humano. Cuando llegó "Arcaica", perturbaron su reposo e intentaron destruirle, y esto le obligó a atacar para defenderse.
El Tuurngait le explica que la humanidad es grande en su conjunto, pero por separado, los individuos son pequeños  y destructivos. Sin embargo, cree que Philip es diferente de la mayoría de la humanidad. El Tuurngait acude a la piedad de Philip, y le pide que envíe un mensaje alguien, para que destruya el centro de investigación de "Arcaica" y así el Tuurngait pueda descansar en paz. Esta es la misma petición que el Tuurngait le hace al padre de Philip, sin embargo Philip no hizo caso de las instrucciones de su padre.
Philip aparentemente acepta la petición del Tuurngait, y envía un correo electrónico a un amigo de la superficie describiéndole su aventura. No obstante, en el último momento, Philip revela su deseo de ejercer su libertad en lugar de obedecer cegado por un poder superior. Declarando que tiene más en común con Clarence que con el Tuurngait, Philip le da a su amigo las coordenadas de la mina (81°41′29″N 58°18′55″O / 81.6914, -58.3154) y le dice que destruya al Tuurngait. Sus últimas palabras son:

Kill them. Kill them all
Mátalos. A todos.

## Influencias
El juego está influido de muchas formas por los textos de H.P. Lovecraft. Lo más notable es el uso de los Mitos de Cthulhu, con sus olvidadas criaturas alienígenas, ocultas en algún lugar de la Antártida. También el nombre del protagonista es Phillip, y el de su padre es Howard, ambos probablemente homenajes al primer y segundo nombre de Lovecraft.  Por otro lado, el formato de la historia tiene reminiscencias del estilo de Lovecraft que consiste en una historia en tramos, narrada por un protagonista atormentado que advierte a los demás de los horrores que ha descubierto. Otro homenaje directo a H.P. Lovecraft se ve en la sección de la librería del juego, en cuyas estanterías se ven copias del Necronomicón y De Vermis Mysteriis (Los Misterios del gusano).

## Adaptaciones
A finales de abril de 2008, se lanzó a través de Frictional Games Store la versión completa para Linux aunque sólo en venta a través de Internet y en inglés. Frictional Games también sacó versiones para arquitecturas PPC e Intel para Mac OS X.